# Neue Deutsche Härte

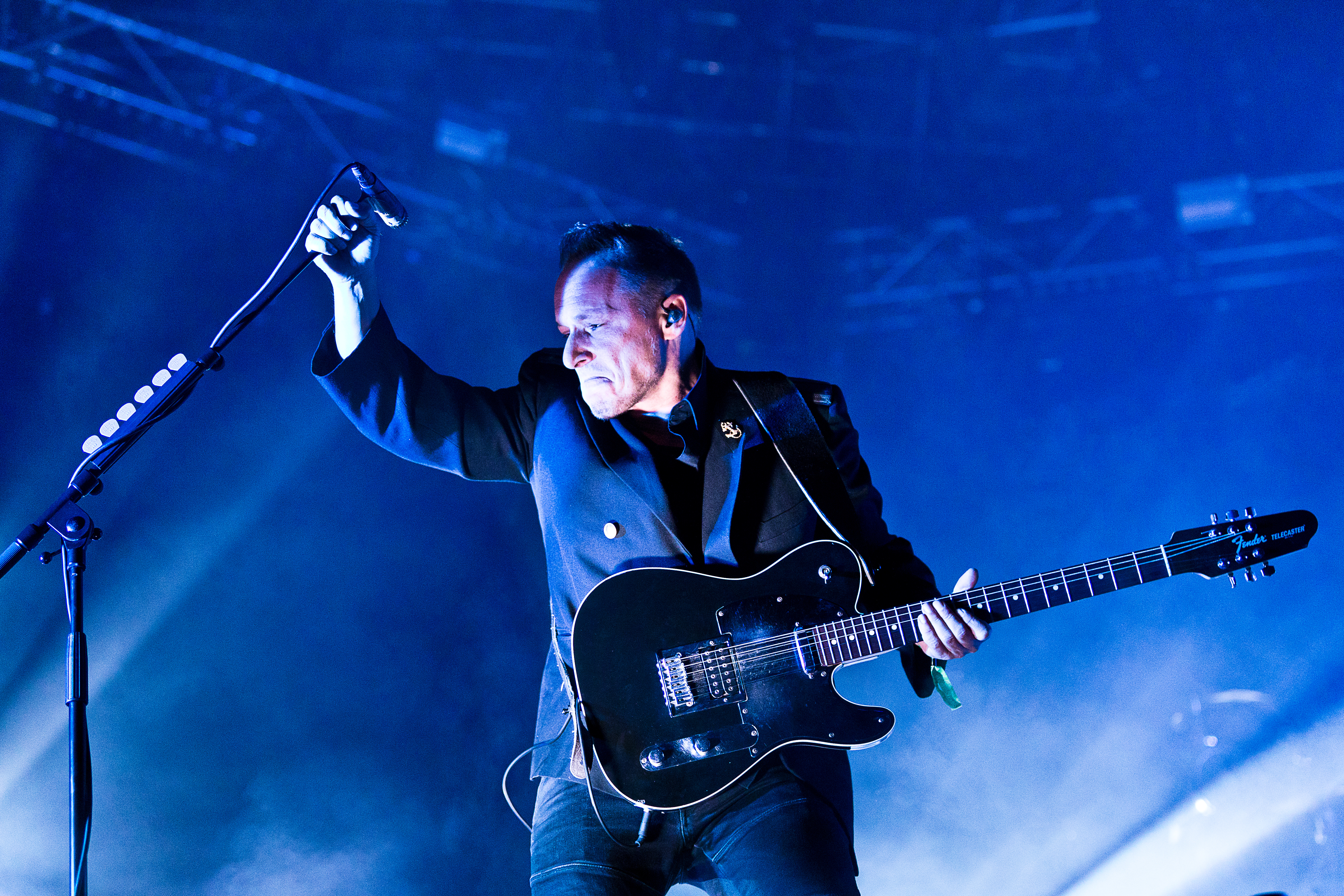
Eisbrecher – zespół muzyczny reprezentujący gatunek Neue Deutsche Härte – na Rockharz Open Air 2015.

Neue Deutsche Härte („nowa niemiecka surowość, brutalność, ostrość”) – nurt w hardrockowej i metalowej scenie rozwijający się w Niemczech od lat 90., inspirowany metalem industrialnym oraz muzyką elektroniczną. Jest kombinacją głębokich, czystych wokali z dźwiękami elektrycznych gitar i perkusji oraz często też keyboardu, syntezatorów, sampli i automatów perkusyjnych.
Artyści wykonujący NDH: ASP, Die Allergie, Die Apokalyptischen Reiter, Die Krupps, Eisbrecher, Eisenherz, Fleischmann, Joachim Witt, Haematom, L’Âme Immortelle, Leichenwetter, Nachtblut, Megaherz, Oomph!, Rammstein, Richthofen, Riefenstahl, Rinderwahnsinn, Ruoska, Schwanensee, Schweisser, Silber, Sonnengott, Stahlhammer, Stendal Blast, Treibhaus, Unheilig, Weissglut, Zellenpest, Subway to Sally i Tanzwut.